# Oleh Haluschko
Oleh Oleksandrowytsch Haluschko (ukrainisch Олег Олександрович Галушко, englische Transkription: Oleg Galushko; * 11. Mai 1996) ist ein ukrainischer Billardspieler aus Charkiw, der in der Billardvariante Russisches Billard antritt.
Er wurde 2020 und 2022 ukrainischer Meister in der Disziplin Freie Pyramide.

## Karriere

### Russisches Billard
Seine ersten Jugenderfolge auf nationaler Ebene erzielte Haluschko 2010, als er bei den Jugendmeisterschaften zweimal ins Halbfinale einzog und seinen ersten von zwei Turniersiegen im ukrainischen Jugendpokal erzielte. Im darauf folgenden Jahr nahm er erstmals an der Jugendeuropameisterschaft teil und schied in der Vorrunde aus. Wenig später wurde er ukrainischer Jugendmeister. Bei seiner ersten Teilnahme an der Jugendweltmeisterschaft im September 2011 erreichte er das Achtelfinale, welches sein bestes Ergebnis bei der Jugend-WM blieb. Bei der Jugend-EM gelang ihm sein bestes Abschneiden 2012 mit dem Einzug in die Runde der letzten 16.
Im Jahr 2012 nahm Haluschko erstmals an einer nationalen Meisterschaft der Erwachsenen teil und debütierte im Weltcup, wobei er durch einen Sieg gegen Leonid Schwyrjajew in die Runde der letzten 64 gelangte. Im Juli 2014 gewann er bei den Herren seine erste Medaille beim ukrainischen Pokal, als er beim Turnier in Odessa im Halbfinale an Artur Piwtschenko scheiterte, gegen den er in der Vorrunde gewonnen hatte. Zwei Jahre später sicherte er sich in Kiew seine zweite Medaille im Pokal, diesmal verlor er im Semifinale gegen Pawlo Radionow.
Nachdem Haluschko bei seinen ersten drei nationalen Meisterschaften nicht über die Runde der letzten 32 hinaus gekommen war, erreichte er im Februar 2018 bei der ukrainischen Kombinierte-Pyramide-Meisterschaft das Viertelfinale, in dem er dem späteren Turniersieger Andrij Kljestow nur knapp mit 4:5 unterlag. Wenig später gewann er durch einen 4:3-Finalsieg gegen Andrij Tychyj das anlässlich der Eröffnung des Heraldic-Billiards-Club veranstaltete Turnier in Switlowodsk. 2019 gelangte er zum zweiten Mal ins Viertelfinale einer ukrainischen Meisterschaft, diesmal in der Freien Pyramide, und verlor gegen Anatolij Sokalskyj.
In das Jahr 2020 startete Haluschko mit dem Erreichen des Achtelfinales beim Wertikal-Pokal in seiner Heimatstadt Charkiw. Nachdem er bei der ukrainischen Kombinierte-Pyramide-Meisterschaft im Viertelfinale und beim Ariany-Pokal im Halbfinale ausgeschieden war, zog er im Oktober 2020 unter anderem durch Siege gegen Oleksandr Lapschyn und Bohdan Schuhalej ins Finale der Freie-Pyramide-Meisterschaft ein, in dem er Stanislaw Tymtschij mit 7:6 besiegte und somit ukrainischer Meister wurde.
Im folgenden Jahr nahm Haluschko lediglich an einigen kleineren Turnieren in Charkiw und Melitopol teil.
Anfang 2022 kehrte er auf die nationale Ebene zurück und erzielte seinen ersten Turniersieg im ukrainischen Pokal, als er sich in Schytomyr im Endspiel gegen Andrij Kljestow mit 6:4 durchsetzte. Im August 2022 wurde in Lwiw mit der Freie-Pyramide-Meisterschaft zum ersten Mal nach Beginn des russischen Überfalls auf die Ukraine wieder eine nationale Meisterschaft ausgetragen; Haluschko besiegte dort unter anderem Ihor Lytowtschenko und verteidigte durch einen 7:1-Finalsieg gegen Ihor Martyn seinen Titel von 2020.

### Snooker
Neben seiner Karriere im Russischen Billard spielt Haluschko gelegentlich auch Snooker. Seine bislang größten Erfolge erzielte er 2018, als er beim zweiten Turnier des ukrainischen Pokals das Finale erreichte, in dem er Wladyslaw Wyschnewskyj unterlag, und bei der nationalen Meisterschaft im 6-Red-Snooker erst im Halbfinale an Julian Bojko scheiterte.

## Erfolge
Russisches Billard
| Ergebnis | Jahr   | Turnier                              | Finalgegner         | Endstand |
| -------- | ------ | ------------------------------------ | ------------------- | -------- |
| Sieger   | 2018   | Heraldic-Billiards-Club-Turnier      | Andrij Tychyj       | 4:3      |
| Sieger   | 2020   | Ukrainische Meisterschaft (Fr. Pyr.) | Stanislaw Tymtschij | 7:6      |
| Sieger   | 2022/1 | Ukrainischer Pokal (Komb. Pyr.)      | Andrij Kljestow     | 6:4      |
| Sieger   | 2022   | Ukrainische Meisterschaft (Fr. Pyr.) | Ihor Martyn         | 7:1      |

Snooker
| Ergebnis | Jahr   | Turnier            | Finalgegner            | Endstand |
| -------- | ------ | ------------------ | ---------------------- | -------- |
| Finalist | 2018/2 | Ukrainischer Pokal | Wladyslaw Wyschnewskyj | 0:4      |